# Sasom Pobprasert
Sasom Pobprasert (thailändisch สะสม พบประเสริฐ, * 10. Oktober 1967 in Nakhon Sawan) ist ein ehemaliger thailändischer Fußballspieler und heutiger Trainer.

## Karriere

### Spieler

#### Verein
Sasom Pobprasert stand von 1992 bis 1997 beim Thai Farmers Bank FC in Bangkok unter Vertrag. 1992, 1993 und 1995 wurde er mit dem Verein thailändischer Meister. Den Queen’s Cup gewann er mit dem Verein 1994, 1995, 1996 und 1997. Als Sieger der AFC Champions League ging er 1994 und 1995 vom Platz. Im Januar 1998 wechselte er zum BEC Tero Sasana FC. Mit BEC wurde er 2000 und 2002 wieder thailändischer Meister. Am 1. Januar 2003 beendete er seine Karriere als Fußballspieler.

#### Nationalmannschaft
Sasom Pobprasert spielte 1984 einmal in der thailändischen U17-Nationalmannschaft. 1997 stand er achtmal für die A-Nationalmannschaft auf dem Spielfeld.

### Trainer
Sasom Pobprasert begann seine Trainerlaufbahn am 1. Januar 2003, als er bis Mitte 2014 für die thailändische U16-Nationalmannschaft tätig war. Am 1. Juli 2004 übernahm er das Traineramt bei seinem ehemaligen Verein BEC Tero Sasana FC, wo er Nachfolger von Attaphol Buspakom wurde. Bei BEC stand er bis Ende 2005 unter Vertrag. Am 1. Januar 2009 unterschrieb er einen Trainervertrag beim Erstligisten Singhtarua FC in Bangkok. Port trainierte er bis Ende Juni 2011. Direkt im Anschluss trainierte er wieder für einen Monat die U16-Nationalmannschaft. Am 1. August 2011 wechselte er in die zweite Liga, wo er sich Songkhla United anschloss. Am Ende der Saison wurde er mit dem Verein aus Songkhla Meister der Liga und stieg in die erste Liga auf. Nach dem Aufstieg verließ er Songkla und ging wieder nach Bangkok, wo ihn der Zweitligist Bangkok United unter Vertrag nahm. Mit Bangkok United wurde man 2012 Tabellendritter und stieg somit in die erste Liga auf. Hier stand er noch eine Saison unter Vertrag. 2014 arbeitete er wieder für den Verband. Hier trainierte er die U19-Nationalmannschaft. Air Force United, ein Zweitligist aus Bangkok, verpflichtete ihn Anfang 2015. 2017 feierte er mit der Air Force die Vizemeisterschaft und den Aufstieg in die erste Liga. Im April 2015 verließ er den Verein. Der Erstligist Chonburi FC aus Chonburi verpflichtete ihn am 3. Juni 2019. Hier stand er bis zu seiner Freistellung als Trainer am 10. April 2023 unter Vertrag. Anschließend war er bei den Sharks bis Januar 2024 als Berater tätig. Ende Januar 2024 übernahm er das Traineramt beim Erstligisten PT Prachuap FC.

## Erfolge

### Spieler
Thai Farmers Bank FC
- Thai Premier League: 1992, 1993, 1995
- Queen’s Cup: 1994, 1995, 1996, 1997
- AFC Champions League: 1994, 1995

BEC Tero Sasana FC
Thai Premier League: 2000, 2002

### Trainer
Thai Port FC
- Thailändischer Pokalsieger: 2009

Songkhla United
- Thailändischer Zweitligameister: 2011  ▲

Air Force United
- Thailändischer Zweitligavizemeister: 2017  ▲